# Дудаш, Адам
А́дам Ду́даш (венг. Ádám Dudás; 12 февраля 1989, Эстергом) — венгерский футболист, полузащитник.

## Биография

### Клубная карьера
Адам Дудаш является воспитанником футбольной школы клуба «Дьёр». В основной состава клуба попал в 2004 году, но редко появлялся в основе. В 2007 году Дудаш на правах аренды перешёл в российский «Спартак» из Москвы. В основную команду «Спартака» Адам так и не пробился, он отыграл за дублирующий состав «Спартака» 6 матчей и забил 1 мяч. В 2008 году Адам вернулся в «Дьёр».

### Карьера в сборной
Дудаш выступал за юношеские сборные Венгрии, сначала он выступал за сборную Венгрии до 17 лет, с которой участвовал в юношеском чемпионате Европы 2006 года, в котором его сборная в групповом этапе уступила молодёжной сборной России со счётом 0:1. Позже Адам выступал и за сборную до 18 лет.

## Достижения
- Чемпион Венгрии: 2013